# ジンタサウルス
ジンタサウルス（学名 Jintasaurus、「金塔県のトカゲ」の意）は、2009年に尤海魯と李大慶によって記載されたハドロサウルス形類の属。タイプ種は J. meniscus。ジンタサウルスは前期白亜紀、現在の中国西北部の甘粛省に生息していた。ジンタサウルスの化石は中国甘粛省酒泉市金塔県で発見された。この発見は、ハドロサウルス類がアジア起源であるという説を裏付けるものである。唯一知られている標本であるホロタイプには、眼窩より後方の頭骨要素（後眼窩骨、鱗状骨、前頭骨、頭頂骨）とほぼ完全な脳函が含まれているが、頬骨と方形頬骨を欠いている。